# Jönnek a farkasok
A Jönnek a farkasok (eredeti cím: Out Come the Wolves) 2024-ben bemutatott kanadai horror-filmthriller, amelyet Enuka Okuma és Tyler Russell forgatókönyvéből Adam MacDonald rendezett, MacDonald, Okuma és Joris Jarsky története alapján. A főbb szerepekben Missy Peregrym, Jarsky és Damon Runyan látható. 
A film 2024. augusztus 30-án jelent meg az Altitude Film Entertainment forgalmazásában. Általánosságban pozitív visszajelzéseket kapott a kritikusoktól. 

## Cselekmény
A kanadai házaspár, Sophie és Nolan, valamint Sophie régi barátja, Kyle tapasztalt vadász, egy faházban szállnak meg, hogy Nolan megtanulja a vadászat alapjait.
A kezdetektől fogva világossá válik, hogy Kyle még mindig érez valamit Sophie iránt. Elárulja, a barátnője nem tudott csatlakozni hozzájuk, így csak hárman lesznek a kabinban. Ahogy együtt töltik az időt, a feszültség egyre nő hármójuk között, amit a közös múltjukról szóló, érzelmekkel teli megjegyzések táplálnak. Kiderül, Sophie-nak és Kyle-nak egyszer volt egy rövid ideig tartó kapcsolata, és Nolan érzi, Kyle még nem tette túl magát rajta; Kyle ellenségessé válik, amikor megtudja, hogy Sophie és Nolan eljegyezték egymást. Ahogy Kyle megtanítja Nolant, hogyan kell kezelni fegyvereket, például a puskát és az íjat, az utasításai fenyegető érzést keltenek.
A következő napon Nolan és Kyle a vadászat során találkozik egy kiéhezett farkassal, aki megtámadja Nolant, és súlyosan megsebesíti. Bár Kyle-nak sikerül legyőznie a farkast, egy pánikszerű és önző pillanatban végül úgy dönt, hátrahagyja a vérző Nolant meghalni. Ez az esemény megalapozza a Sophie és Kyle közötti feszült összecsapást. Annak ellenére, hogy úgy tűnik, Sophie-nak egy féltékeny és potenciálisan veszélyes volt szerető közeledését kell elhárítania, a film más fordulatot vesz. Ahelyett, hogy szembeszállna Kyle-lal, Sophie és ő rövid ideig vitatkoznak, majd úgy döntenek, együtt mennek vissza az erdőbe Nolan keresésére. Hamarosan azonban szembetalálják magukat ugyanazzal a farkasfalkával, amely látszólag megízlelte a vér ízét.
Nem sokkal később Kyle-t szétmarcangolják a farkasok és belehal sérüléseibe, miközben Sophie rátalál az eszméletlen Nolan-re. A pár quad-on hagyja el az erdőt.

## Szereplők
| Szerep | Színész        | Magyar hang        |
| ------ | -------------- | ------------------ |
| Sophie | Missy Peregrym | Kisfalvi Krisztina |
| Kyle   | Joris Jarsky   | Debreczeny Csaba   |
| Nolan  | Damon Runyan   | Karácsonyi Zoltán  |

### Magyar változat
- Magyar szöveg: Vándorlina Kata
- Felvevő hangmérnök és vágó: Papp Zoltán István
- Gyártásvezető: Mészáros Szilvia
- Szinkronrendező: Berzsenyi Zoltán
- Produkciós vezető: Legény Judit

A szinkront a Laborfilm Szinkronstúdió készítette el.

## A film készítése
A forgatás 2023 elején kezdődött és 2023 májusáig tartott. A forgatás helyszíne Dundas és Red Deer volt. A filmet a December Films és a High Park Entertainment készítette, Eric Birnberg, Thomas Walden, Todd Berger és Thomas Vencelides produceri közreműködésével. A filmet Adam MacDonald rendezte, aki horror műfajban szerzett tapasztalatairól ismert. A film a praktikus effektekre és a farkasok reális ábrázolására összpontosít, képzett állatok és animatronikák kombinációját használva.
A Christian Bielz által vezetett fényképezés kézi kamerás munkát és természetes világítást alkalmaz, hogy egy magával ragadó élményt nyújtson, miközben a karakterek intenzív és kétségbeesett küzdelmeit ábrázolja. A forgatókönyvet Enuka Okuma írta, Jarsky, MacDonald és Okuma történetéből.

## Bemutató
2020 októberében jelentették be, hogy az IFC Midnight szerezte meg az amerikai forgalmazási jogokat, a kanadai jogokat pedig a LevelFilm. A filmet az Altitude Film Entertainment a Shudder (streaming szolgáltatás) kínálatában 2024. augusztus 30-án jelentette meg. Augusztus 31-én a Toronto's Scotiabank Theatre-ben is bemutatták.